# Scheldeprijs 1913
De zevende editie van de wielerwedstrijd Scheldeprijs werd gereden op 27 juli 1913. De wedstrijd begon in Schoten en eindigde 170 kilometer later in Schoten.
De zege ging net als in 1912 naar de Belg Joseph Van Wetter.

## Uitslag
| Scheldeprijs 1913 |                     |            |
| Plaats            | Naam                | Tijd       |
| Winnaar           | Joseph Van Wetter   | 6u 34' 00" |
| 2                 | August Vermeylen    | ?          |
| 3                 | Louis Ysermans      | ?          |
| 4                 | Victor Orole        | ?          |
| 5                 | Frans Tyck          | ?          |
| 6                 | Jan Geerts          | ?          |
| 7                 | Frans Wyckmans      | ?          |
| 8                 | Leopold Verschueren | ?          |
| 9                 | Constant Hendrickx  | ?          |
| 10                | Georges Wesemael    | ?          |